# Sonia Lannaman
Sonia Lannaman, née le 24 mars 1956, est une athlète britannique qui courait principalement sur 100 m et en relais 4 × 100 m. Aux Jeux olympiques d'été de 1980, elle a obtenu une médaille de bronze en relais 4 × 100 m avec ses compatriotes Heather Hunte, Kathy Cook et Beverley Goddard.
C'est toutefois lors des jeux du Commonwealth qu'elle a remporté le plus de succès.

## Jeux olympiques
- 1980 à Moscou ( Union soviétique) 
  - éliminée en demi-finale sur 100 m
  - 8e sur 200 m
  -  Médaille de bronze en relais 4 × 100 m

## Jeux du Commonwealth
- 1974 à Christchurch ( Nouvelle-Zélande)
  -  Médaille d'argent en relais 4 × 100 m
- 1978 à Edmonton ( Canada)
  -  Médaille d'or sur 100 m
  -  Médaille d'argent sur 200 m
  -  Médaille d'or en relais 4 × 100 m
- 1982 à Brisbane ( Australie)
  -  Médaille d'or en relais 4 × 100 m

## Championnats d'Europe d'athlétisme
- 1978 à Prague ( Tchécoslovaquie)
  - 8e sur 100 m
  -  Médaille d'argent en relais 4 × 100 m

## Championnats d'Europe d'athlétisme en salle
- 1976 à Munich ( Allemagne de l'Ouest)
  -  Médaille d'argent sur 60 m